# 4017 Disneya
A 4017 Disneya (ideiglenes jelöléssel 1980 DL5) a Naprendszer kisbolygóövében található aszteroida. Ljudmila Georgijevna Karacskina fedezte fel 1980. február 21-én.